# لقمر وحاد (يافع)

تعديل مصدري - تعديل

لقمر وحاد هي إحدى قرى عزلة لبعوس بمديرية يافع التابعة لمحافظة لحج، بلغ تعداد سكانها 728 نسمة حسب تعداد اليمن لعام 2004.